# María Varo
María Varo Zubiri (1993) es una deportista española que compite en triatlón y duatlón.
Ganó una medalla de oro en los Juegos Mundiales de 2025 en Chengdu, China, una plata en el Campeonato Mundial de Duatlón de 2025 y dos medallas en el Campeonato Europeo de Duatlón, bronce en 2024 y oro en 2025. Además, obtuvo una medalla de bronce en el Campeonato Europeo de Triatlón de Media Distancia de 2025.

## Palmarés internacional
| Campeonato Mundial | Campeonato Mundial  | Campeonato Mundial | Campeonato Mundial |
| Año                | Lugar               | Medalla            | Prueba             |
| ------------------ | ------------------- | ------------------ | ------------------ |
| 2025               | Pontevedra (España) | Medalla de plata   | Individual         |
| Campeonato Europeo |                     |                    |                    |
| Año                | Lugar               | Medalla            | Prueba             |
| 2024               | Coímbra (Portugal)  | Medalla de bronce  | Individual         |
| 2025               | Rumia (Polonia)     | Medalla de oro     | Individual         |

| Campeonato Europeo | Campeonato Europeo | Campeonato Europeo | Campeonato Europeo |
| Año                | Lugar              | Medalla            | Prueba             |
| ------------------ | ------------------ | ------------------ | ------------------ |
| 2025               | Pamplona (España)  | Medalla de bronce  | Individual         |